# エヴァ・イオネスコ

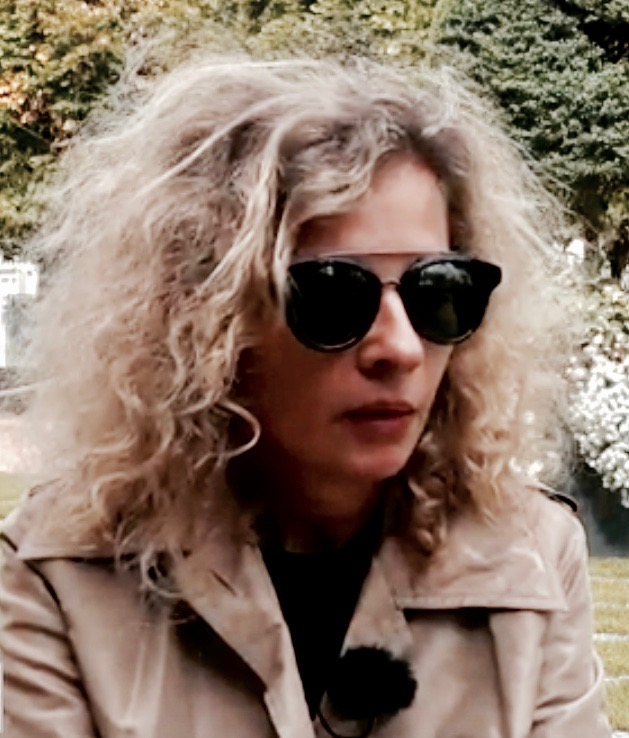
エヴァ・イオネスコ

エヴァ・イオネスコ（Eva Ionesco, 別表記：エバ・イヨネスコ、1965年7月18日 - ）は、パリ生まれ、フランスのモデル・女優。

## 略歴等
ルーマニア系フランス人で女流写真家のイリナ・イオネスコの娘。5歳の頃から母親の撮影する写真のモデルをつとめた。1977年にイリナ・イオネスコの写真集『鏡の神殿』(Temple aux miroirs)が出版された事により、エヴァはヨーロッパを代表するロリータ・スターになった。シュールレアリズムとバロックの渾沌を表現し、アート系映画監督で小説家のアラン・ロブ＝グリエの序文をつけたイリナの写真集は話題になった。しかし、母親が撮った娘のヌードということで道徳と表現の倫理をめぐって、フランス国内のみならずヨーロッパ中で大きな議論を呼んだ。
女優としては、まず1976年にB級コミックを映画化したソフトポルノ喜劇『Spermula』と、ロマン・ポランスキー監督の『テナント/恐怖を借りた男』に脇役として出演。翌1977年には代表作となる『思春の森』(原題 Maladolescenza) に出演し、小悪魔的な役で大胆なセックスシーンを演じて世間に衝撃を与えた。
1981年-）の俳優養成学校に通ったり、アントワーヌ・ヴィテーズに師事して大人の俳優としての演劇の基礎を身につけ、これ以降、多くのフランス映画で脇役として活躍。またシェローの舞台『砂漠の復活』ほか、舞台女優としての経験もある。映画出演はすでに40本以上、近年の出演作は2002年に3本、2003年には『L'Empreinte』など3本、2004年『Quand je serai star』、2005年『Les invisibles』など。2003年以来写真家としても活躍し、パリで何度か展覧会を開いている。
エヴァ・イオネスコの写真として、イリナ・イオネスコの手になるもの以外にジャック・ブーブロン撮影による作品が知られている。写真家ピエールとジルの作品「アダムとエヴァ」も有名。エヴァの少女時代の写真は世界中に熱心なファンを持ち現在まで幾度か出版されている。2004年にはイリナ・イオネスコによる従来のエヴァ写真の復刻集成本が世界同時発売され話題を呼んだ（日本の発売元はエディシオン・トレヴィル）。パリ在住。インタビューでは、好きな場所は「パリのカフェ」、尊敬する人は「母親」と述べていた。
2012年11月12日、子供の頃のヌード写真撮影およびその出版について、「子ども時代を奪われた」として母親を相手取り20万ユーロの損害賠償と写真返却を求める裁判を起こした。裁判では勝訴し、母親のイリナ・イオネスコ被告に1万ユーロ（約111万円）の損害賠償支払いと写真の原版の引き渡しを命じる判決が下された。
2014年にはエヴァ・イオネスコはフランス映画『ヴィオレッタ』で監督を務めた。自身の子供時代の苦痛な出来事を映画化したものである。
映画は自伝的内容で主人公が母親にヌードになることを要求され激しく抵抗したり、モデルをしていることが同級生に知られていじめられるといった自身の過去が描かれている。

## 出演作品

### 写真集
- Temple aux miroirs.イリナ・イオネスコ撮影(1977年).
- Eva (portfolio). ジャック・ブーブロン撮影(1981年).
- Passioni Di Irina.イリナ・イオネスコ撮影(1985年).
- 『バロックのエロス』 イリナ・イオネスコ撮影(1988年)。トレヴィル.
- 『IRINA IONESCO』イリナ・イオネスコ写真集.(1991年)。トレヴィル.
- Nudes. イリナ・イオネスコ写真集(1996年).ISBN: 3908162521
- 『エヴァ- イリナ・イオネスコ写真集』(2004年).エディシオン・トレヴィル.ISBN 4309905870
- 『R Pan‐exotica』(2004年).イリナ・イオネスコ撮影。河出書房新社.ISBN 4309906044

### 映画
- テナント/恐怖を借りた男（1976）
- 思春の森（1977）
- ガーターベルトの夜 La Nuit porte-jarretelles（1984）
- 恋する女 L'Amoureuse（1987）
- ムッシュー（1995）
- アパートメント（1996）
- Quand je serai star（2004）

### ドキュメント
- EVA IONESCO - nur ein Kinderstar? (2002)：『エヴァ・イオネスコ - 普通の子役スターなのか？』ドイツ/フランス合作のエヴァのドキュメント

## 監督映画
- ヴィオレッタ My Little Princess （2011年）